# José Sánchez Ocaña López de Hontiveros
José Sánchez Ocaña López de Hontiveros (Béjar, 16 d'octubre de 1798 – Madrid, 24 de febrer de 1887) va ser un hisendista i polític espanyol, ministre durant el regnat d'Isabel II d'Espanya.

## Biografia
Fill d'Andrés Sánchez de Ocaña, Advocat dels Reials Consells i diputat en les Corts de Cadis de 1812, també nascut a Béjar, José va estudiar en l'Institut San Isidro de Madrid i es va llicenciar en Dret. Des de 1816 ingressa en la Hisenda Pública. Va ser després meritori en la Direcció general de Rendes com a escrivent, administrador de Rendes del partit d'Alcalá de Henares, oficial, cap de Mesa, secretari de la secció d'Hisenda del Consell Reial d'Espanya i de les Índies, intendent a Almeria, vocal de la Junta d'Aranzels, cap de secció i director de la secció de Contribucions, tot això successivament.
En 1843 fou escollit per primer cop senador per Ciudad Real. En 1856 va ser nomenat Director General del Deute.
El 14 de gener de 1858 és nomenat Ministre d'Hisenda, càrrec que exercirà fins al 30 de juny següent dins del govern de Francisco Javier de Istúriz. Novament va ser nomenat Ministre d'Hisenda pel General Ramón María Narváez entre febrer i abril de 1868 fins a l'esclat de la revolució de 1868. Amb l'arribada de la restauració borbònica és nomenat Senador Electiu per Salamanca en 1876 i Vitalici per Antonio Cánovas del Castillo en 1877.
Va ser cavaller de l'Orde de Carles III (1846) i cavaller de l'Orde d'Isabel la Catòlica. L'any 1855 va publicar una obra titulada Reseña histórica sobre el estado de la Hacienda y del Tesoro Público en España, durante la administración progresista y moderada (1855).
Fidel partidari del moderantisme espanyol, va destacar per la seva amistat amb Juan Bravo Murillo i amb el General Ramón María Narváez. Va aconseguir la concessió de títol de Ciutat per a la seva vila natal, motiu pel qual l'ajuntament li va dedicar un carrer. Va morir a Madrid en 1887.